# Trust Me (serie televisiva 2017)
Trust Me è una serie televisiva britannica, creata nel 2017 per BBC One.
Suddivisa in quattro parti, la prima stagione è andata in onda nell'agosto 2017 ed è stata scritta interamente da Dan Sefton.
In Italia, la serie è stata distribuita su TIMvision dal 2 agosto 2018 al 5 novembre 2019.

## Trama
Dopo essere stata denunciata e licenziata dal suo lavoro, Cath Hardacre ruba l'identità di un medico, il suo migliore amico, per fare una nuova vita a Edimburgo con sua figlia.

## Episodi
| Stagione         | Episodi | Prima TV UK | Pubblicazione Italia |
| ---------------- | ------- | ----------- | -------------------- |
| Prima stagione   | 4       | 2017        | 2018                 |
| Seconda stagione | 4       | 2019        | 2019                 |

## Produzione
Il 23 febbraio 2018, è stato annunciato che la serie sarebbe tornata per una seconda stagione, con una nuova trama ed un nuovo cast, in seguito all'entrata di Jodie Whittaker nel cast dell'undicesima stagione di Doctor Who nel ruolo del Tredicesimo Dottore. La seconda stagione ha debuttato il 16 aprile 2019. Il 27 giugno 2019 BBC ha cancellato la serie dopo due stagioni.